# Kuqe 2115
Kuqe 2115 (zapis stylizowany: kuqe 2115), właśc. Łukasz Dziemiński – polski raper, piosenkarz oraz autor tekstów. Członek zespołu muzycznego 2115. Pochodzi ze Skarszew.
W 2024 roku rozpoczął promocję swojego debiutanckiego albumu studyjnego, zatytułowanego Nareszcie w domu, który został wydany 21 marca 2025 roku.

## Dyskografia

### Albumy studyjne
| Rok  | Dane dot. albumu | Najwyższa pozycja na liście | Sprzedaż       | Certyfikat              |
| Rok  | Dane dot. albumu | POL                         | Sprzedaż       | Certyfikat              |
| ---- | --- | --------------------------- | -------------- | ----------------------- |
| 2025 | Nareszcie w domu - Data: 21 marca 2025 - Wydawca: 2115, Sony Music Entertainment Poland - Format: CD, digital download, streaming | 1                           | - POL: 30 000+ | - ZPAV: platynowa płyta |

### Single
Jako główny artysta
| 2022                                                    | „Turysta” (oraz Blacha, White, Flexxy; jako 2115) |    | 41 | - ZPAV: 4× platynowa płyta | Rodzinny biznes  |
| 2023                                                    | „Wilk” (oraz Bedoes)                              | –  | –  |                            |                  |
| 2023                                                    | „Tak się cieszę, że cię mam” (oraz Double Three)  | –  | –  |                            |                  |
| 2024                                                    | „Intro do płyty mojego życia”                     | –  | –  |                            | Nareszcie w domu |
| 2024                                                    | „Zostań, proszę” (oraz Bambi)                     | –  | 5  | - ZPAV: platynowa płyta    | Nareszcie w domu |
| 2024                                                    | „Joint i sport”                                   | –  | –  |                            | Nareszcie w domu |
| 2024                                                    | „Taki mały ja”                                    | 24 | 1  | - ZPAV: 2× platynowa płyta | Nareszcie w domu |
| 2024                                                    | „Wszystkie noce są samotne”                       | 29 | 26 |                            | Nareszcie w domu |
| 2025                                                    | „Lodowisko”                                       | –  | –  |                            | Nareszcie w domu |
| „–” oznacza że singel nie był notowany na danej liście. |                                                   |    |    |                            |                  |

Jako artysta gościnny
| Rok  | Tytuł                                                              | Certyfikat                 | Album                           |
| ---- | ------------------------------------------------------------------ | -------------------------- | ------------------------------- |
| 2022 | „Agrest i bez” (SB Maffija; gośc. Kuqe 2115, Flexxy 2115, Blacha)  | - ZPAV: 2× platynowa płyta | Hotel Maffija 2                 |
| 2022 | „Doba hotelowa” (SB Maffija; gośc. Flexxy 2115, Kuqe 2115, Blacha) | - ZPAV: platynowa płyta    | Hotel Maffija 2                 |
| 2022 | „Proste fakty” (SB Maffija; gośc. Kuqe 2115, Flexxy 2115, Blacha)  | - ZPAV: 3× platynowa płyta | Hotel Maffija 2 (edycja deluxe) |